# František Ladislav Rieger
František Ladislav Rieger (Semily, 10 dicembre 1818 – Praga, 3 marzo 1903) è stato un patriota ceco.
Partecipò ai moti del 1848, caldeggiando la formazione di una federazione al posto dell'impero asburgico. Nel 1861 fu parlamentare al Reichsrat, ove esercitò notevole pressione per l'indipendenza boema, ma, vedendosi disilluso, vi rinunciò e si ritirò dal parlamento (1863).
Nel 1868 redasse un'importante dichiarazione al fine di provocare l'autonomia boema, ma ancora una voltà il suo intento fallì. Nel 1869 tornò al Reichsrat, ma nel 1891 perse il seggio perché ritenuto troppo moderato dai Giovani Cechi.
Abile matematico e fisico, nel 1859 redasse un Dizionario enciclopedico e nel 1861 fondò il Quotidiano nazionale.